# Manuel Guevara
Manuel Enrique Guevara Reidtler (Villa de Cura, 15 de julho de 1969), é um ex-ciclista profissional venezuelano. Participou na Volta ao Táchira, Volta à Venezuela e nos Jogos Olímpicos, como também, em outros campeonatos nacionais.

## Palmarés
- 1990
  - 3.º na 1.ª etapa Volta ao Táchira, Cúcuta  Venezuela
  - 1.º na 6.ª etapa Volta ao Táchira, Colón  Venezuela

- 1991
  - 1.º na 12.ª etapa Volta ao Táchira  Venezuela

- 1995
  - 9.º no Campeonato Mundial de Ciclismo em Estrada de 1995, Estrada, Diletantes, Bogotá  Colômbia

- 1996
  - 1.º na 2.ª etapa Volta a Lérida  Espanha
  - 3.º na Classificação Geral Final Volta a Lérida  Espanha

- 1999
  - 1.º no campeonato da Venezuela de Ciclismo em Estrada, Estrada, Elite  Venezuela
  - 5.º na 2.ª etapa Volta à Venezuela, Tucacas  Venezuela
  - 1.º na 5.ª etapa parte B Volta à Venezuela, San Carlos  Venezuela
  - 1.º na 13.ª etapa Volta à Venezuela, Carúpano  Venezuela

- 2000
  - 3.º na 4.ª etapa Volta ao Táchira  Venezuela
  - 3.º na 6.ª etapa Volta ao Táchira  Venezuela
  - 7.º na Campeonato da Venezuela de Ciclismo em Estrada, Estrada, Elite  Venezuela
  - 83.º nos Jogos Olímpicos de Verão de 2000, Estrada, Elite, Sydney  Austrália

- 2001
  - 1.º na 3.ª etapa Volta ao Táchira, Sabaneta  Venezuela
  - 3.º na 4.ª etapa Volta ao Táchira, Santa Ana  Venezuela
  - 1.º na 3.ª etapa Volta Independência Nacional, A Romana  República Dominicana
  - 1.º na 4.ª etapa Volta Independência Nacional, Monte Plata  República Dominicana
  - 3.º na 5.ª etapa Volta Independência Nacional,  República Dominicana
  - 1.º na 8.ª etapa Volta Independência Nacional, Santo Domingo  República Dominicana
  - 1.º na Classificação Geral Final Volta Independência Nacional  República Dominicana

- 2002
  - 3.º na 2.ª etapa Volta ao Táchira, Barinas  Venezuela
  - 1.º na 9.ª etapa Volta ao Táchira,  Venezuela
  - 3.º na 11.ª etapa Volta à Colômbia, Armenia  Colômbia
  - 3.º na 4.ª etapa Parte B Duplo Copacabana GP Fides, La Paz  Bolívia

- 2003
  - 1.º na 4.ª etapa Volta ao Táchira, Santa Ana  Venezuela
  - 3.º na 7.ª etapa Volta ao Táchira, Colon  Venezuela
  - 3.º na 14.ª etapa Volta ao Táchira, San Antonio  Venezuela
  - 2.º na 4.ª etapa Volta ao Estado Zulia, Villa do Rosario  Venezuela

- 2004
  - 1.º na Clássico cidade de Caracas, Caracas  Venezuela
  - 1.º na Campeonato Pan-Americano de Ciclismo em Estrada, Elite  Venezuela
  - 3.º na 12.ª etapa Volta à Venezuela  Venezuela

- 2005
  - 1.º na 1.ª etapa Volta ao Táchira, Maracaibo  Venezuela
  - 3.º na 3.ª etapa Volta ao Táchira, Valera  Venezuela
  - 2.º na 4.ª etapa Volta ao Táchira  Venezuela

- 2006
  - 1.º na Clássico cidade de Caracas, Caracas  Venezuela
  - 9.º na Campeonato da Venezuela de Ciclismo em Estrada, Estrada, Elite, San Carlos  Venezuela
  - 3.º na 5.ª etapa Volta Internacional ao Estado Trujillo  Venezuela

- 2007
  - 3.º na Clássico Cidade de Valencia Valência  Venezuela
  - 5.º na Campeonato da Venezuela de Ciclismo em Estrada, Estrada, Elite, Maturín  Venezuela
  - 3.º na 1.ª etapa Volta ao Estado Yaracuy, San Felipe  Venezuela
  - 3.º na 3.ª etapa Volta ao Estado Yaracuy Chivacoa  Venezuela
  - 3.º na Classificação Geral Final Volta ao Estado Yaracuy  Venezuela

- 2010
  - 3.º no Reto a la Cumbre de Choroni  Venezuela
  - 4.º na Homenagem Ramón - Chato - González  Venezuela

- 2011
  - 3.º na Apertura Temporada de Táchira  Venezuela

## Equipas
- 2001  Lotería del Táchira
- 2007  Gobernación de Carabobo
- 2014  Gobernación de Táchira - IDT